# Nordijski Center Račeva
Das Nordijski Center Račeva (dt. Nordisches Zentrum Račeva) ist eine Anlage mit fünf Skisprungschanzen im Ortsteil Račeva der slowenischen Gemeinde  Žiri.

## Schanzen
Das Nordijski Center Račeva wird von dem örtlichen Verein SSK Alpina Žiri unterhalten. Neben einer K60-Schanze, die mehrfach auch in internationalen Wettbewerben eingesetzt wurde, gibt es noch kleinere Anlagen der Kategorien K35, K26, K15 und K8. 

Anfang 2010 wurden in Bled die ersten World Winter Master Games ausgetragen, die Wettbewerbe im Skispringen fanden auf den Schanzen des Nordijski Center Račeva statt. Die Besonderheit dieser Veranstaltung lag darin, dass für alle Athleten ein Mindestalter von 35 Jahren vorgeschrieben war.
Alle Anlagen sind seit dem Jahr 2011 mit Matten belegt, woraufhin die K60 nach der Neugestaltung im Sommer mit einem Springen eröffnet wurde.

## Internationale Wettbewerbe
Genannt werden alle von der FIS organisierten Sprungwettbewerbe.
| Datum              | Kategorie           | Schanze | 1. Platz                                                                                            | 2. Platz                                                                                                  | 3. Platz |
| ------------------ | ------------------- | ------- | --------------------------------------------------------------------------------------------------- | --- | --- |
| 27. Januar 2010    | World Masters Games | HS66    | Knut Bjørnar Strom                                                                                  | Antti Koivuranta                                                                                          | Per-Christian Svendsen                                                                                      |
| 28. Januar 2010    | World Masters Games | HS40    | Marko Jokiniemi                                                                                     | Jan Reimann                                                                                               | Ilkka Rahko                                                                                                 |
| 29. Januar 2010    | World Masters Games | HS29    | Ilkka Rahko                                                                                         | Péter Tuczai                                                                                              | Alan Vaht                                                                                                   |
| 29. Januar 2010    | World Masters Games | HS66    | FinnlandArsi Sjögren Rauno Komulainen Kari Hämäläinen Pasi Huttunen Seppo Kinnunen Antti Koivuranta | NorwegenKnut Sorlien Torfinn Iveland Frode Hermo Oyvind Villesvik Ole Andreas Skatvedt Knut Bjørnar Strom | RusslandVladimir Kalinin Vladimir Frolov Vladimir Ulyanov Fidel Terentiev Pavel Kuzmin Konstantin Grigoryev |
| 10. September 2011 | Junioren            | HS66    | Špela Rogelj                                                                                        | Barbara Klinec                                                                                            | Veronika Zobel                                                                                              |
| 10. September 2011 | Junioren            | HS66    | Špela Rogelj                                                                                        | Barbara Klinec                                                                                            | Veronika Zobel                                                                                              |
| 12. Januar 2013    | Alpencup            | HS66    | Ema Klinec                                                                                          | Barbara Klinec                                                                                            | Chiara Hölzl                                                                                                |
| 13. Januar 2013    | Alpencup            | HS66    | Ema Klinec                                                                                          | Barbara Klinec                                                                                            | Chiara Hölzl                                                                                                |
| 9. Januar 2016     | Alpencup            | HS66    | Lara Malsiner                                                                                       | Nika Križnar                                                                                              | Lucile Morat                                                                                                |
| 10. Januar 2016    | Alpencup            | HS66    | Nika Križnar                                                                                        | Lara Malsiner                                                                                             | Jerneja Brecl                                                                                               |
| 21. Januar 2017    | Alpencup            | HS66    | Katra Komar                                                                                         | Jerneja Brecl                                                                                             | Romane Dieu                                                                                                 |
| 22. Januar 2017    | Alpencup            | HS66    | Katra Komar                                                                                         | Jerneja Brecl                                                                                             | Romane Dieu                                                                                                 |